# Alfredo Kunz
Frédy Kunz, nasceu no dia 12 de fevereiro de 1920, em Berna (Suíça) e morreu no dia 12 de agosto de 2000, em Santo André (Brasil), onde era conhecido como "Alfredinho", foi um padre suíço, integrante da Congregação dos Filhos da Caridade. Na década de 1980, criou a "Irmandade do Servo Sofredor".

## Biografia
Em 1926, mudou-se, juntamente com a sua família, para Arbois (França).
Na infância, devido ao sobrenome de origem alemã era discriminado por outras crianças, no contexto de grande rivalidade entre os países no período posterior à Primeira Guerra Mundial.
Aos onze anos de idade, começou a trabalhar em na cozinha de um hotel, no início, apenas durante as férias escolares. A partir dos 13 anos, quando terminou os estudos, passou a trabalhar até quinze horas por dia. O patrão o tratava com muita severidade, incluindo tapas da na cara e chutes no traseiro, quando executava tarefas com lentidão e, em troca, recebia uma baixa remuneração.
Aos 16 anos de idade, ingressou na Juventude Operária Católica (JOC).
Em 1940, durante a conquista da França pela Alemanha Nazista, o regimento no qual servia foi capturado. Durante a época na qual foi prisioneiro de guerra, organizou grupos de oração e de assistência aos doentes.
Enquanto era prisioneiro de guerra, recusou-se a trabalhar para para os nazistas em troca de um melhor tratamento como prisioneiro.
O contato com o sofrimento no campo de concentração o levou a meditar sobre o quarto Cântico do Servo Sofredor, do Capítulo nº 53 do livro do profeta Isaías, que contém os seguintes versos:
| “ | 3 Desprezado e rejeitado pelos homens, homem do sofrimento e experimentado na dor; como indivíduo de quem a gente esconde o rosto, ele era desprezado e nem tomamos conhecimento dele. 4 Todavia, eram as nossas doenças que ele carregava, eram as nossas dores que ele levava em suas costas. E nós achávamos que ele era um homem castigado, um homem ferido por Deus e humilhado. 5 Mas ele estava sendo transpassado por causa de nossas revoltas, esmagado por nossos crimes. Caiu sobre ele o castigo que nos deixaria quites; e por suas feridas é que veio a cura para nós. | ” |

Posteriormente, diria que:
| “ | É nos cânticos do Servo de Deus que Jesus descobriu sua missão. Ele é o Servo Sofredor por excelência. E hoje, ele continua sua paixão e ressurreição na carne dos pobres humilhados, rejeitados, conduzidos ao matadouro. São esses pobres que purificam nossa humanidade corrompida pelo consumismo, pelo luxo, pelo desperdício, pela sexualidade desenfreada, pela violência. São as suas feridas que nos curam. Se nosso mundo de estupidez e de horrores não afunda de vez, é graças a esses servos sofredores. Seu espírito de resistência, sua disposição a perdoar pode converter aquele que detém o poder e o dinheiro, aquele que é vítima dos falsos deuses do mundo materialista. Quando o pobre, mergulhado nesse mistério, sem saber, adquire a inteligência do que ele vive, alguma coisa nasce. Porque a vocação do Servo Sofredor não é de ficar eternamente pisado. Ele é portador de uma esperança. Quando Isaías fala no meio dos cativos, ele pressente uma libertação. | ” |

Após a Segunda Guerra Mundial, ingressou em um seminário, depois, alguém que conhecia suas características, o aconselhou a ingressar na Congregação dos Filhos da Caridade, uma congregação fundada em fundada em Paris (França), no dia 25 de dezembro de 1918, pelo padre Jean-Emile Anizan (1853-1928) e que tem como propósito a evangelização das classes trabalhadoras.
Em 1954, foi ordenado sacerdote.
Em 1955, depois de um ano atuando em uma paróquia em Paris, foi enviado para Montreal (Canadá), onde foi capelão da JOC e organizou o Círculo Maximiliano Maria Kolbe que tinha como missão conseguir ajuda para pessoas necessitadas.
Entre 1962 e 1968, dedicou-se à pastoral vocacional e passou a pregar em retiros espirituais.
Em 1968, foi enviado para a diocese de Crateús (Ceará - Brasil), então dirigida por Dom Antônio Batista Fragoso, um dos participantes do Pacto das Catacumbas, que pretendia transformar a Igreja Católica em uma entidade a serviço dos mais pobres e das suas lutas para sair da miséria e da exploração.
Naquela cidade, concedeu a unção dos enfermos a uma jovem prostituta, de apenas 22 anos, que, duas semanas depois, faleceria de tuberculose. Após o falecimento, Alfredinho alugou o barraco onde vivia a prostituta e naquele local, exerceria por três anos suas funções religiosas, convivendo com pessoas marginalizadas.
Em 1976, quando sofria de uma hérnia de disco, indagou ao biblista Carlos Mesters o sentido de tamanho sofrimento. Esse questionamento, levou Mesters a escrever o "A missão do povo que sofre", que apresenta os quatro cânticos do Servo de Javé como quatro passos que o sofredor faz para descobrir-se servo.
No início de março de 1981, em decorrência de uma forte seca na região, dezenas de flagelados chegaram à cidade de Crateús em busca de alimentos. Naquele contexto, organizou a campanha "Porta Aberta aos Famintos" (PAF), pelo qual, às pessoas dispostas a doar comida aos famintos colocavam um cartaz com os referidos dizes na porta de suas casas. Essa campanha ajudou a alimentar milhares de camponeses pobres.

## Irmandade do Servo Sofredor
No dia 7 de janeiro de 1977, Alfredinho começou a pregar em um retiro que tinha como tema a figura do "Servo Sofredor" no Seminário da Prainha, em Fortaleza. Esse encontro contou com sete participantes que decidiram se reencontrar uma vez por ano, esse foi o surgimento da “Irmandade do Servo Sofredor” (ISSO), que teria como padroeiro São Maximiliano Maria Kolbe.
Em agosto de 2010, foi realizada uma romaria da ISSO, realizada no Santuário de Santa Fé, dedicado ao Padre Ibiapina, no Estado da Paraíba, que contou com a presença de cerca de 200 romeiros oriundos de doze Estados do Brasil e de outros países como: Canadá, França, Espanha, Suíça e Itália.

## Obras
- L’ânesse de Balaam, Éditions Ouvrières, col. "À Pleine Vie", em co-autoria com Joseph Bouchaud, 1975, 102 p;
- La brebis d’Urie, le cri du juste opprimé, éditions des Trois Moutiers, 1983, 106 p. (As ovelhas de Urie, o grito dos justos oprimidos);
- Rajnyck, Montréal face aux camps de la mort, dessins de Sonja Waldstein, Montréal, 1959, 67 p (Montreal enfrentando os campos de extermínio , desenhos de Sonja Waldstein);
- Témoin du Dieu Amour, Studio RM Cap-de-la-Madeleine, 1967 (documento em áudio produzido por Jos Tremblay) (Testemunha do Amor de Deus).

## Obras sobre Frédy Kunz
- Michel Bavarel: Si vous saviez la joie des pauvres, Éd. Saint-Augustin, 2002 (Se você conhecesse a alegria dos pobres);
- Michel Bavarel: Alfredinho et le peuple des souffrants (Frédy Kunz: Alfredinho e o povo sofredor), Editions Ouvrières, 1991 (Frédy Kunz: Alfredinho e o povo sofredor);
- Michel Bavarel, La longue marche du Serviteur souffrant. À partir de la vie d'Alfredinho, Québec, Editions Anne Sigier, 2005 (A longa caminhada do servo sofredor. Baseado na vida de Alfredinho).